# 伊曼公主 (约旦)
伊曼·賓特·阿卜杜拉公主（阿拉伯语：阿拉伯語：，英語：英語：，1996年9月27日—）是约旦国王阿卜杜拉二世和他王后的第二名孩子。公主出生于首都安曼。根據家譜，伊曼公主是伊斯蘭教先知穆罕默德的第42代後裔。

## 生平
伊曼公主生於安曼候賽因國王醫療中心，她是阿卜杜拉二世和拉尼婭皇后的第二名孩子和長女，她家中一名兄長，一個弟弟和一個妹妹，伊曼公主曾与母亲拉尼婭皇后一起官方访问过中國、日本及意大利并且参加了瑞典女王储维多利亚的婚礼。
她在2014年6月4日從安曼的國際學院（International Academy Amman）畢業。
公主曾經在美國的乔治城大学就讀，她長兄也是該校學生，其后她转校到纽约。
2023年，伊曼公主與希腊裔委內瑞拉籍的男友結婚并在2025年2月16日诞下一女，阿米娜（Amina）。